# Elecciones federales de 2015 en Baja California Sur
Las Elecciones federales en Baja California Sur de 2015 se llevaron a cabo el domingo 7 de junio, renovándose los titulares de los siguientes cargos de elección popular:
Diputados Federales de Baja California Sur. Dos de ellos electos por mayoría relativa, elegidos en cada uno de los Distritos electorales, mientras que los otros son elegidos mediante representación proporcional.
Las coaliciones que participan en el estado son "Coalición PRI-PVEM" y "Coalición de Izquierda Progresista".

## Resultados

### Diputados federales
|  | 40.79 % |

|  | 23.94 % |

|  | 26.59 % |

|  | 2.65 % |

|  | 6.11 % |

|  | 11.32 % |

|  | 5.21 % |

|  | 6.26 % |

|  | 3.83 % |

|  | 3.34 % |

|  | 2.51 % |

|  | 0.90 % |

|  | 0.15 % |

|  | 95.71 % |

|  | 4.29 % |

|  | 100.00 % |

|  | 52.42 % |

#### Resultados por Distrito Federal
|  | 42.85 % |

|  | 31.35 % |

|  | 5.12 % |

|  | 5.68 % |

|  | 2.21 % |

|  | 7.73 % |

|  | 38.90 % |

|  | 22.24 % |

|  | 17.00 % |

|  | 6.80 % |

|  | 4.48 % |

|  | 5.87 % |

|  | 40.79 % |

|  | 26.59 % |

|  | 11.32 % |

|  | 6.26 % |

|  | 3.83 % |

|  | 6.76 % |

#### Resultados por Municipio
|  | 43.01 % |

|  | 38.67 % |

|  | 6.69 % |

|  | 2.80 % |

|  | 1.42 % |

|  | 3.52 % |

|  | 39.56 % |

|  | 29.78 % |

|  | 6.46 % |

|  | 7.76 % |

|  | 4.65 % |

|  | 7.31 % |

|  | 54.18 % |

|  | 34.41 % |

|  | 2.30 % |

|  | 2.75 % |

|  | 1.21 % |

|  | 2.11 % |

|  | 38.93 % |

|  | 17.15 % |

|  | 22.41 % |

|  | 6.88 % |

|  | 4.48 % |

|  | 5.61 % |

|  | 44.88 % |

|  | 25.77 % |

|  | 4.13 % |

|  | 3.37 % |

|  | 2.16 % |

|  | 14.50 % |

|  | 40.79 % |

|  | 26.59 % |

|  | 11.32 % |

|  | 6.26 % |

|  | 3.83 % |

|  | 6.76 % |